# عبد المجيد علاوي
عبد المجيد حسين علاوي هو محام وسياسي عراقي شغل مناصب وزارية في العهد الملكي في العراق.
أدخله والده الحاج حسين علاوي في الكتاتيب وهو لم يزل في السنة السادسة من عمره ليتعلم القرآن الكريم واللغة العربية، ثم واصل دراسته في مدرسة اللاتين والفرنسيسكان، فتتلمذ على يد الراهب العلامة الأب أنستاس ماري الكرملي، وأتقن اللغتين الإنكليزية والفرنسية وبعضاَ من اللاتينية، ودخل كلية الحقوق وتخرج منها عام 1923، وبعد تخرجه زاول المحاماة.
شغل منصب وزير الشؤون الاجتماعية في وزارة حمدي الباجه جي الثانية خلفا لمحمد حسن كبة عام 1944 ولغاية عام 1946، وكذلك شغل منصب وزير المواصلات والأشغال في وزارة مصطفى محمود العمري عام 1952.
ابنه الأستاذ المتمرس في قسم اللغة الإسبانية في كلية اللغات في جامعة بغداد الدكتور حكمت عبد المجيد علاوي، وهو عم السياسي العراقي الحالي إياد علاوي،

## كتب عنه
- ألف ابنه حكمت عبد المجيد علاوي كتابا حمل عنوان: «عبد المجيد علاوي ودوره السياسي في تاريخ العراق الحديث 1898-1991».[6][1][4]